# 파이날 에어파크
파이날 에어파크(Pinal Airpark, IATA: MZJ, ICAO: KMZJ, FAA LID: MZJ)는 미국 애리조나주 파이날군의 마라나 도심으로부터 13km 떨어진 군 소유의 비행장이다.
이 비행장의 주 목적은 민항기들의 폐차장이다. 건조한 사막기후가 항공기의 부식을 막는 점에 착안하여 수많은 노후 항공기들이 이곳에 주박되어있다. 그러므로, 많은 항공기들이 이곳에서 생을 마감하는 경우가 많다. 군용기의 경우 인근에 데이비스-몬탄 공군기지의 제309항공우주정비재생전대가 여기와 같은 역할을 한다.
파이날 에어파크에는 다른 항공회사들을 대표하여 지금은 델타항공으로 합병된 노스웨스트항공 항공기가 많이 버려져 있었다.

## 같이 보기
- 제309항공우주정비재생전대
- 데이비스-몬탄 공군기지
- 애리조나주의 공항 목록
- 마라나 광역공항

## 참고
1. ↑  미국 연방항공국. FAA Airport Master Record for MZJ. 보관됨 2013-06-03 - 웨이백 머신 2010년 4월 8일. (PDF 파일)